# 大月郵便局 (山梨県)
大月郵便局（おおつきゆうびんきょく）は、山梨県大月市にある郵便局。民営化前の分類では集配普通郵便局であった。

## 概要
住所：〒401-8799 山梨県大月市御太刀1-13-1
民営化直前の集配業務再編において、多くの集配普通郵便局は統括センターとなったが、当局は配達センターとされたため、民営化後も郵便事業株式会社の支店は併設されず、集配センターが併設された。

## 沿革
- 1902年（明治35年）12月16日 - 大月郵便局（三等）として開設[1]。
- 1909年（明治42年）3月4日 -　廣里村大月1から大月367に移転
- 1950年（昭和25年）9月1日 - 国際電報受付および配達事務を開始[2]。
- 1956年（昭和31年）3月1日 - 電話通話および電報受付事務を除く電気通信業務の取扱を、大月電報電話局に移管[3]。
- 1956年（昭和31年）5月4日 - 大月町360-1に移転
- 1963年（昭和38年）10月11日 - 特定郵便局から普通郵便局に局種別改定。
- 1969年（昭和44年）11月24日 - 大月市大月一丁目から同市御太刀一丁目に移転。
- 1983年（昭和58年）8月28日 - 初狩郵便局から集配業務を移管。
- 1998年（平成10年）9月1日 - 外国通貨の両替および旅行小切手の売買に関する業務取扱を開始。
- 2007年（平成19年）10月1日 - 民営化に伴い、併設された郵便事業上野原支店大月集配センターに一部業務を移管。
- 2012年（平成24年）10月1日 - 日本郵便株式会社発足に伴い、郵便事業上野原支店大月集配センターを大月郵便局に統合。

## 取扱内容
- 郵便、印紙、ゆうパック、内容証明
- 貯金、為替、振替、振込、国際送金、国債、投資信託
- 生命保険、バイク自賠責保険、自動車保険
- ゆうちょ銀行ATM
- 「401-00xx」区域（大月市内の一部地域（富浜町、梁川町、猿橋町及び七保町を除く））の集配業務

## 風景印
- 図案は『岩殿山』・『富士山』・市の花『ユリ』
- 使用開始日は1999年（平成11年）12月1日

### 過去の風景印
- 1975年（昭和50年）4月20日 - 1999年（平成11年）11月30日
  - 図案は『岩殿山』・『富士山』・市の花『ユリ』

## 周辺
- 大月短期大学・同附属高等学校
- 東京電力大月支社
- 国道20号
- 桂川

## アクセス
- JR中央本線・富士山麓電気鉄道富士急行線 大月駅から東へ400m（徒歩約4分）
- 富士急バス イオン大月店前停留所下車
- 中央自動車道 大月ICから北東へ約2.5km
- 駐車場あり：6台